# Miltochrista tripartita
Miltochrista tripartita là một loài bướm đêm thuộc phân họ Arctiinae, họ Erebidae.